# Isòtops del magnesi
Magnesi (Mg)

Massa atòmica estàndard: 24.3050(6) u

## Taula
| símbol del núclid | Z(p)                | N(n)                | massa isotòpica (u) | Període de semidesintegració | Espín nuclear | Composició isotòpica representativa (fracció molar) | Rang de variació natural (fracció molar) |
| símbol del núclid | Energia d'excitació | Energia d'excitació | Energia d'excitació | Període de semidesintegració | Espín nuclear | Composició isotòpica representativa (fracció molar) | Rang de variació natural (fracció molar) |
| ----------------- | ------------------- | ------------------- | ------------------- | ---------------------------- | ------------- | --------------------------------------------------- | ---------------------------------------- |
| 19Mg              | 12                  | 7                   | 19.03547(27)        |                              | 1/2-#         |                                                     |                                          |
| 20Mg              | 12                  | 8                   | 20.018863(29)       | 90.8(24) ms                  | 0+            |                                                     |                                          |
| 21Mg              | 12                  | 9                   | 21.011713(18)       | 122(2) ms                    | (5/2,3/2)+    |                                                     |                                          |
| 22Mg              | 12                  | 10                  | 21.9995738(14)      | 3.8755(12) s                 | 0+            |                                                     |                                          |
| 23Mg              | 12                  | 11                  | 22.9941237(14)      | 11.317(11) s                 | 3/2+          |                                                     |                                          |
| 24Mg              | 12                  | 12                  | 23.985041700(14)    | ESTABLE                      | 0+            | 0.7899(4)                                           | 0.78958-0.79017                          |
| 25Mg              | 12                  | 13                  | 24.98583692(3)      | ESTABLE                      | 5/2+          | 0.1000(1)                                           | 0.09996-0.10012                          |
| 26Mg              | 12                  | 14                  | 25.982592929(30)    | ESTABLE                      | 0+            | 0.1101(3)                                           | 0.10987-0.11030                          |
| 27Mg              | 12                  | 15                  | 26.98434059(5)      | 9.458(12) min                | 1/2+          |                                                     |                                          |
| 28Mg              | 12                  | 16                  | 27.9838768(22)      | 20.915(9) h                  | 0+            |                                                     |                                          |
| 29Mg              | 12                  | 17                  | 28.988600(15)       | 1.30(12) s                   | 3/2+          |                                                     |                                          |
| ³⁰Mg              | 12                  | 18                  | 29.990434(9)        | 335(17) ms                   | 0+            |                                                     |                                          |
| 31Mg              | 12                  | 19                  | 30.996546(13)       | 230(20) ms                   | 3/2+          |                                                     |                                          |
| ³²Mg              | 12                  | 20                  | 31.998975(19)       | 86(5) ms                     | 0+            |                                                     |                                          |
| 33Mg              | 12                  | 21                  | 33.005254(21)       | 90.5(16) ms                  | 7/2-#         |                                                     |                                          |
| 34Mg              | 12                  | 22                  | 34.00946(25)        | 20(10) ms                    | 0+            |                                                     |                                          |
| 35Mg              | 12                  | 23                  | 35.01734(43)#       | 70(40) ms                    | (7/2-)#       |                                                     |                                          |
| 36Mg              | 12                  | 24                  | 36.02300(54)#       | 3.9(13) ms                   | 0+            |                                                     |                                          |
| 37Mg              | 12                  | 25                  | 37.03140(97)#       | 40# ms [>260 ns]             | 7/2-#         |                                                     |                                          |
| 38Mg              | 12                  | 26                  | 38.03757(54)#       | 1# ms [>260 ns]              | 0+            |                                                     |                                          |
| 39Mg              | 12                  | 27                  | 39.04677(55)#       | <260 ns                      | 7/2-#         |                                                     |                                          |
| 40Mg              | 12                  | 28                  | 40.05393(97)#       | 1# ms                        | 0+            |                                                     |                                          |